# 女神転生CHAINING SOUL ペルソナ3
『女神転生 CHAINING SOUL ペルソナ3』（めがみてんせい チェイニングソウル ペルソナ3）は、女神転生シリーズの『ペルソナ3』を題材にした日本のモバイルゲーム。

## 概要
アトラスとビービーエムエフの携帯電話サイト「メガテンα」にて2007年5月14日より提供されている携帯電話用のゲーム。ウリキリアプリで、315円で購入しダウンロードできる。

## システム
シリーズ初のアクションパズルゲーム。画面内に配置された様々な色の宝玉（いわゆるブロック）を次々に消すことで、敵シャドウにダメージを与えることができる。連鎖によってペルソナを発動させるとさらなる大ダメージを与えることができる。一定時間内に敵シャドウを倒せるとステージクリア。逆に時間内に敵シャドウを倒せないとゲームオーバーとなる。連鎖を起こすことで、制限時間を少し延ばすことができる。
同じ色の玉を縦か横に3つ以上並べると、その宝玉を消すことができる。また、3つ並んだ時にその玉に接触している同じ色の玉も一緒に消える。宝玉が消えると上にあった玉は落下し、さらにその時点で玉が並ぶとさらに消える。このように、1手で何度も玉を消すことを「連鎖」という。
ステージをクリアするごとに携帯電話用の待ち受け画像をダウンロードできるようになる。
ゲームシステム的に偶然の連鎖が発生しやすく、シンプルなルールながら大連鎖による爽快感が得やすくなっている。またスペシャルアタック時にペルソナ発動のカットインが入ったり、BGMにもペルソナ3のものが使われている。

### 宝玉の種類
宝玉
通常の宝玉。赤、青、緑、黄色の4色がある。同じ色がタテかヨコに3色以上並ぶと隣接する同色の宝玉を巻き込んで消える。消えるごとに、色に対応した「カラーゲージ」が上昇し、MAXになると「スペシャルアタック」が発動し、画面上の同じ色の玉が全て消える。
魔法玉
五芒星が描かれた宝玉。並べても消えないが、一番下のラインに設置すると消える。その際に連鎖すると通常よりも大きく敵シャドウの体力を減らし、自分のタイムゲージの回復も大きい。また、魔法玉を消去するごとにSPECIAL（スペシャル）のカウントが増え、この数が10になると一定時間スペシャルアタックが発動する。スペシャルアタック中はタイム増加量、カラーゲージ増加量、敵のライフ減少量がそれぞれ上昇する。
邪魔玉
ジャックフロストの顔が描かれた青い玉。並べても消えないが、隣で宝玉が消えると一緒に消える。黒いジャックフロストの邪魔玉は1度では消えず、隣で宝玉が消えると青い邪魔玉になり、さらにもう一回隣で宝玉を消す必要がある。

## ゲームモード
- NORMAL MODE（ノーマルモード） ステージを一つ一つクリアしていくモード。
- SCORE ATTACK（スコアアタック）　残り時間がゼロになるまでエンドレスでスコアアタックに挑戦するモード。
- GALLARY（ギャラリー） クリアしたステージの待ち受け画像を閲覧できるモード。また、画像をダウンロードすることもできる。
- RANKING（ランキング）　ハイスコアを閲覧できる。
- HELP（ヘルプ）　ゲームルールが閲覧できる。

## 登場人物
ヘルメス
赤い宝玉を司るペルソナ。
赤いカラーゲージがMAXになると発動し、画面内の赤い宝玉を全て消滅させる。
ポリデュークス
黄色の宝玉を司るペルソナ。
黄色いカラーゲージがMAXになると発動し、画面内の黄色い宝玉を全て消滅させる。
イオ
緑色の宝玉を司るペルソナ。
緑のカラーゲージがMAXになると発動し、画面内の緑の宝玉を全て消滅させる。
オルフェウス
青い宝玉を司るペルソナ。
青いカラーゲージがMAXになると発動し、画面内の青い宝玉を全て消滅させる。
アイギス
スペシャルを司る機械の乙女。
スペシャルが10になると登場し、スペシャルアタックが発動する。